# Віялохвістка мікронезійська
Віялохвістка мікронезійська (Rhipidura kubaryi) — вид горобцеподібних птахів родини віялохвісткових (Rhipiduridae).

## Назва
Вид названо на честь польського натураліста Яна Кубари (1846—1896).

## Поширення
Ендемік острова Понпеї у складі Каролінських островів (Федеративні Штати Мікронезії). Трапляється в лісах і на узліссях.

## Опис
Це невеликий птах (завдовжки до 15 см) з довгим віялоподібним хвостом. Оперення переважно темно-сіре з білою бровою, вусами та кінчиками хвоста. Живіт білий, а груди чорнуваті з білими краями пір'я.